# (38532) 1999 UQ24
1999 UQ24 (asteroide 38532) é um asteroide da cintura principal. Possui uma excentricidade de 0.09880230 e uma inclinação de 6.05453º.
Este asteroide foi descoberto no dia 28 de outubro de 1999 por CSS em Catalina.